# Friedrich Stephan
Friedrich Stephan (Danzig, 26 januari 1892 - Ljubljana, 5 juni 1945) was een Duitse officier en Generalleutnant tijdens de Tweede Wereldoorlog. Hij werd samen met General der Infanterie Werner von Erdmannsdorff, General der Panzertruppe Gustav Fehn en de voormalige Feldkommandant van Sarajevo Heinz Kattner door Joegoslavische partizanen geëxecuteerd.

## Leven
Op 26 januari 1892 werd Friedrich Stephan geboren in Danzig. Hij was de zoon van de voormalige Oberst a.D. Friedrich Stefan (24 februari 1918) en zijn vrouw Wanda Stephan (geboortenaam Genschke). Na zijn opleiding tot cadet trad hij op 2 maart 1911, als Leutnant in dienst van de Deutsches Heer. Stephan werd geplaatst bij het 1. Schlesisches Grenadier-Regiment "König Friedrich Wilhelm II" Nr. 10 in Schweidnitz. Op 2 juni 1911 kreeg hij bij deze eenheid zijn (Patent (bevorderingsakte). Als zodanig werd hij voor de komende jaren ingezet als compagniesofficier in het 1. Schlesisches Grenadier-Regiment "König Friedrich Wilhelm II" Nr. 10.

### Eerste Wereldoorlog
Op 18 augustus 1916 werd Stephan bevorderd tot Oberleutnant. Hij raakte een keer gewond, en werd daarvoor onderscheiden met het Gewondeninsigne 1918 in zwart. En hij werd onderscheiden met beide klassen van het IJzeren Kruis 1914.

### Interbellum
Na de demobilisatie, werd Stephan in als Oberleutnant in de Reichsheer van de Reichswehr opgenomen. Bij de overgang in het voorjaar van 1920, werd hij als compagnieofficier ingezet in het Reichswehr-Infanterie-Regiment 11. Tijdens de opbouw van het 100.000 man sterke Reichsheer van de Reichswehr, werd Stephan geplaatst bij het 7. (Preuß.) Infanterie-Regiment. Bij deze eenheid werd hij de komende jaren ingezet als compagnieofficier.
Op 1 juni 1923 werd Stephan bevorderd tot Hauptmann. Vanaf 1 april 1924 werd hij ingezet als chef van de 2e compagnie in het 7. (Preuß.) Infanterie-Regiment in Oppeln. Op 1 mei 1926 werd Stephan tot chef benoemd van de 6e compagnie van het 7. (Preuß.) Infanterie-Regiment in Glatz.
Op 31 juli 1927 nam hij ontslag uit de actieve militaire dienst. vanaf 1 oktober 1933 werd Stephan als L-Offizier (Landesschutzoffiziere) weer in de staf van het Bezirkskommando Schweidnitz opgenomen. Hierna werd hij overgeplaatst naar de staf van het Bezirkskommando Landsberg / Warthe.
Tijdens de verdere uitbreiding van de Reichswehr naar de Wehrmacht, werd hij op 1 oktober 1934 tegelijk bevorderd tot Major en in de actieve dienst weer opgenomen. Zijn Rangdienstalter werd daarbij op 1 november 1933 vastgesteld.
Op 1 december 1934 werd Stephan geplaatst in de staf van de Reichswehrwerbestelle Meseritz. Waarna hij op 1 februari 1935 tot commandant benoemd werd van het Ergänzungs-Bataillon 15 in Berlin-Tegel. Als gevolg van zijn benoeming werd Stephan op 1 april 1938 bevorderd tot Oberstleutnant. In oktober 1936 werd zijn het Ergänzungs-Bataillon 15 hernoemd in het Infanterie-Regiment 9  (9e Infanterieregiment). Door de hernoeming en verplaatsing van zijn bataljon naar Rathenow, werd hij op 1 mei 1937 benoemd tot commandant van het Ergänzungs-Bataillon van het Infanterie-Regiment 68  (68e Infanterieregiment).
Een maand later gaf Stephan zijn commando weer over, en werd daarvoor benoemd tot commandant van het 1e bataljon van het Infanterie-Regiment 12  (12e Infanterieregiment) in Blankenburg. Op 1 januari 1939 werd hij bevorderd tot Oberst.

### Tweede Wereldoorlog
Tijdens de mobilisatie voor de Tweede Wereldoorlog in de zomer van 1939, werd Stephan benoemd tot commandant van het nieuwe Infanterie-Regiment 467  (467e Infanterieregiment). Hij betrok voor het eerst stelling in het Westen. In het voorjaar van 1940, leidde hij zijn regiment tijdens de slag om Frankrijk. Hierna werd zijn regiment ingezet als bezettingsmacht aan de Kanaalkust.
In het begin van de zomer van 1941 leidde Stephan vervolgens zijn regiment in operatie Barbarossa tijdens de aanval op Centraal-Rusland. Op 2 januari 1942 werd hij onderscheiden met het Duitse Kruis in goud.
Eind januari 1942 werd Stephan voor een maand lang mit der stellvertretende Führung beauftragt (m.d.st.F.b.) (vrije vertaling: met het plaatsvervangend leiderschap belast) van de 267. Infanterie-Division  (267e Infanteriedivisie). Eind februari 1942 gaf hij zijn commando weer over, en nam op 31 maart 1942 het commando weer over.
Op 1 augustus 1942 werd hij tegelijk bevorderd tot Generalmajor, en benoemd tot commandant van de 267e Infanteriedivisie. Als zodanig werd hij op 1 januari 1943 bevorderd tot Generalleutnant. Op 8 juni 1943 gaf hij het commando over de 267e Infanteriedivisie weer over aan de Generalmajor Otto Drescher, en werd geplaatst in het Führerreserve (OKH).
Begin september 1944 werd Stephan tot Kampfkommandant benoemd voor het gebied rond Belgrado. Vanaf 25 november 1944 tot 30 november 1944 werd de Divisionsstab z.b.V. Stephan (vrije vertaling: Divisiestaf speciaal gebruik Stephan) opgericht. Deze divisiestaf werd opgericht om politie-eenheden van een Duits-Kroatische politie te leiden tegen partizanen in het Essegg-gebied (Osijek).
In februari 1945 stonden er 12 tot 14 politiebataljons aan de staf tactisch ondergeschikt. Officieel waren ze echter ondergeschikt aan de bevelhebber van de Ordnungspolizei Kroatië,  de Officieel waren ze echter ondergeschikt aan de bevelhebber van de Ordnungspolizei Kroatië ,  de Generalmajor der Polizei Herbert Jilski. In die maand droeg hij ook het commando over aan Generalmajor Rudolf Geiger, waarna de divisiestaf aangeduid werd als Divisionsstab z.b.V. Geiger. Stephan zelf werd geplaatst in het Führerreserve.
Op 29 april 1945 werd hij tot commandant benoemd van de 104. Jäger-Division. Begin mei 1945 werd hij gevangengenomen.

## Na de oorlog
Op 4 juni 1945 werd hij met andere voormalige hooggeplaatste officieren aan Joegoslavië uitgeleverd. Op 5 juni 1945 werd hij vervolgens samen met de General der Infanterie Werner von Erdmannsdorff, General der Panzertruppe Gustav Fehn en de voormalige Feldkommandant van Sarajevo Heinz Kattner zonder proces doodgeschoten door Joegoslavische partizanen die aangewezen waren om hen te bewaken in Ljubljana.
Begin 1960 werd hij door het vonnis van de rechtbank van Düsseldorf met ingang van 31 december 1945 tot dood verklaard.

## Familie[1]
Op 24 augustus 1927 trouwde hij met Margarita Stephan (geboortenaam Pohl). In 1928 werd een dochter geboren. Het echtpaar scheidde op 21 augustus 1936.

## Militaire carrière
- Generalleutnant: 1 januari 1943[7][8]
- Generalmajor: 1 augustus 1942[7][8]
- Oberst: 1 januari 1939[7]
- Oberstleutnant: 1 april 1936[7]
- Major: 1 oktober 1934[7] (Patent vanaf 1 november 1933[7])
- Hauptmann: 1 juni 1923[7][9]
- Oberleutnant: 18 augustus 1916[7]
- Leutnant: 2 maart 1911 (Patent (bevorderingsakte) vanaf 2 juni 1911)[1][7]

## Onderscheidingen
- Duitse Kruis in goud op 12 januari 1942[1] als Oberst en Commandant van het 467e Infanterieregiment[10][11]
- IJzeren Kruis 1914, 1e Klasse[7][12] en 2e Klasse[7][12]
- Herhalingsgesp bij IJzeren Kruis 1939, 1e Klasse (24 juni 1940[1]) en 2e Klasse (1 juni 1940[1])
- Medaille Winterschlacht im Osten 1941/42 op 10 augustus 1942[1]
- Gewondeninsigne 1918 in zwart[7][12]
- Ridderkruis der Tweede Klasse in de Saksisch-Ernestijnse Huisorde met Zwaarden[12]